# Carlos Rosenkrantz
Carlos Fernando Rosenkrantz (nascido em 27 de outubro de 1958) é um renomado advogado argentino e membro da Suprema Corte da Argentina desde 2016, tendo sido nomeado pelo então presidente Mauricio Macri. Entre 2018 e 2021, ocupou o cargo de presidente do tribunal, e atualmente exerce a função de vice-presidente.

## Biografia
Rosenkrantz nasceu em Buenos Aires. Seu pai era um imigrante judeu-polonês, enquanto sua mãe, natural da província de Corrientes, atuava como professora.
Rosenkrantz formou-se em Direito pela Universidade de Buenos Aires e, posteriormente, continuou seus estudos nos Estados Unidos, onde obteve uma bolsa Fulbright. 
Foi reitor da Universidade de San Andrés .

## Educação
Rosenkrantz graduou-se em Direito pela Universidade de Buenos Aires em 1983. Em 1987, concluiu seu mestrado em Direito pela Universidade de Yale, onde, dois anos depois, obteve também o doutorado.

## Estudo Jurídico
Ao lado de Gabriel Bouzat, Rosenkrantz foi um dos fundadores e líderes do renomado escritório de advocacia argentino Bouzat, Rosenkrantz & Asociados. Entre seus clientes, destacam-se grandes empresas e instituições, como Cablevisión, Grupo Clarín, La Nación, La Rural S.A., YPF, a Entidade Binacional Yacyretá, além das províncias de Santa Fé e Corrientes.

## Universidade de San Andrés
Em junho de 2008 assumiu como reitor da Universidade de San Andrés até dezembro de 2015.

## Livros
"As questões do federalismo: análise da reforma constitucional sob a perspectiva do federalismo comparado", com Jorge E. Douglas Price.
"Responsabilidade extracontratual: onde filosofia, direito e economia se encontram."
"Confiança e Direito na América Latina", com Marcelo Bergman.
“Homenagem a Carlos S. Nino”, com Marcelo Alegre e Roberto Gargarella.
"Raciocínio jurídico, ciência do direito e democracia em Carlos Nino", com Rodolfo Vigo.

## Distinções
Em 1975, Rosenkrantz recebeu a medalha de ouro da Escola Nacional Domingo F. Sarmiento, em Buenos Aires. Em 1983, graduou-se como primeiro da turma na Faculdade de Direito da Universidade de Buenos Aires, com uma média final de 9,42. Em 2016, foi agraciado com o Prêmio Konex de Humanidades pelo período de 2006 a 2015, na categoria "Teoria e Filosofia do Direito".